# إرنست ديفيد
إرنست ديفيد (بالألمانية: Ernst David)‏ هو صانع آلة موسيقية ‏ ألماني، ولد في 18 مارس 1864، وتوفي في 1918.

## معرض صور

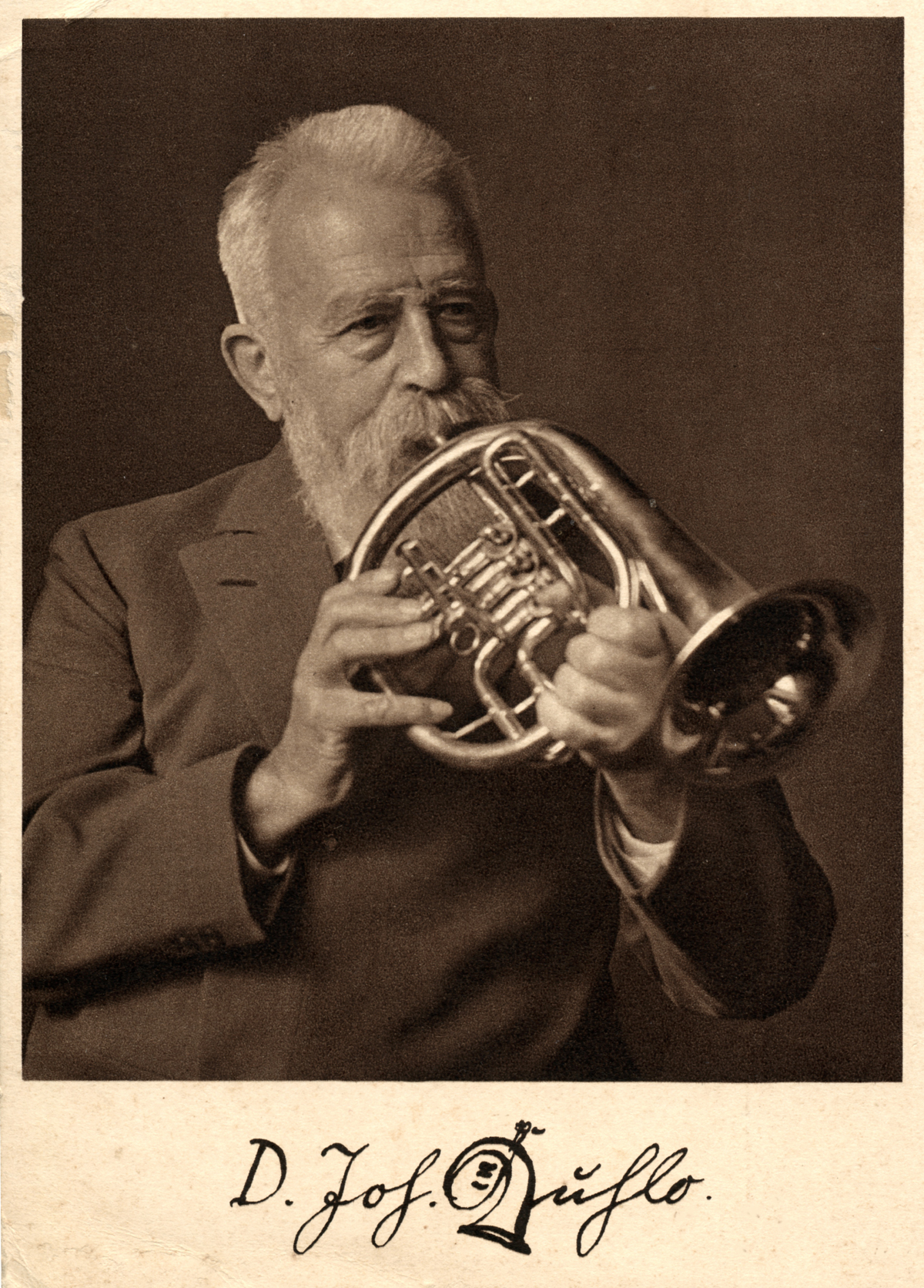
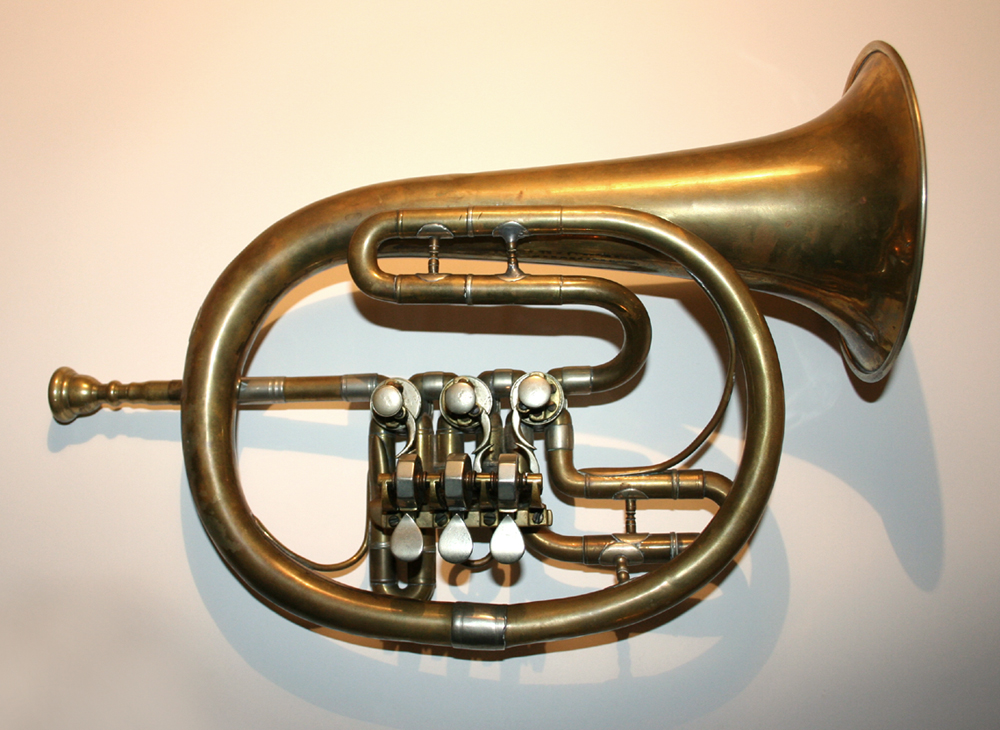
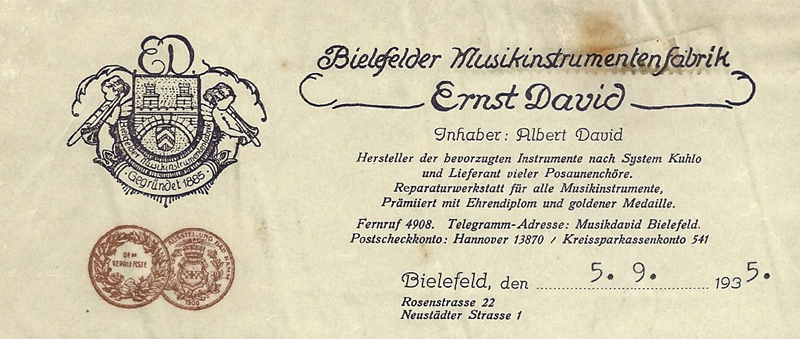